# Павел (Чистяков)
Епископ Павел (в миру Пётр Иванович Чистяков; 20 июня [2 июля] 1870, Горны, Тверская губерния — 20 августа 1938, Архангельская область) — епископ Русской православной церкви, епископ Ижевский и Удмуртский.

## Биография
Родился 20 июня 1870 года в деревне Горны (ныне — в Бежецком районе, Тверская область). Окончил Нежинское уездное училище.
В 1901—1903 годы был насельником Волоколамского Иосифова монастыря. В 1903 году — пострижен в монашество.
В 1903—1914 годы — насельник Троице-Сергиевой пустыни в Санкт-Петербургской губернии.
14 декабря 1903 года рукоположён в иеродиакона. 26 февраля 1906 года рукоположён в иеромонаха.
В 1914—1915 годы — священник военно-морского флота.
С 1916 года до закрытия в 1930 году — настоятель Николо-Улейминского монастыря Угличского уезда Ярославской губернии.
4 мая 1931 года в храме Покрова на Красносельской улице рукоположён в епископа Новоторжского, викарий Тверской епархии. Хиротонию совершили митрополит Нижегородский Сергий (Страгородский), архиепископ Хутынский Алексий (Симанский).

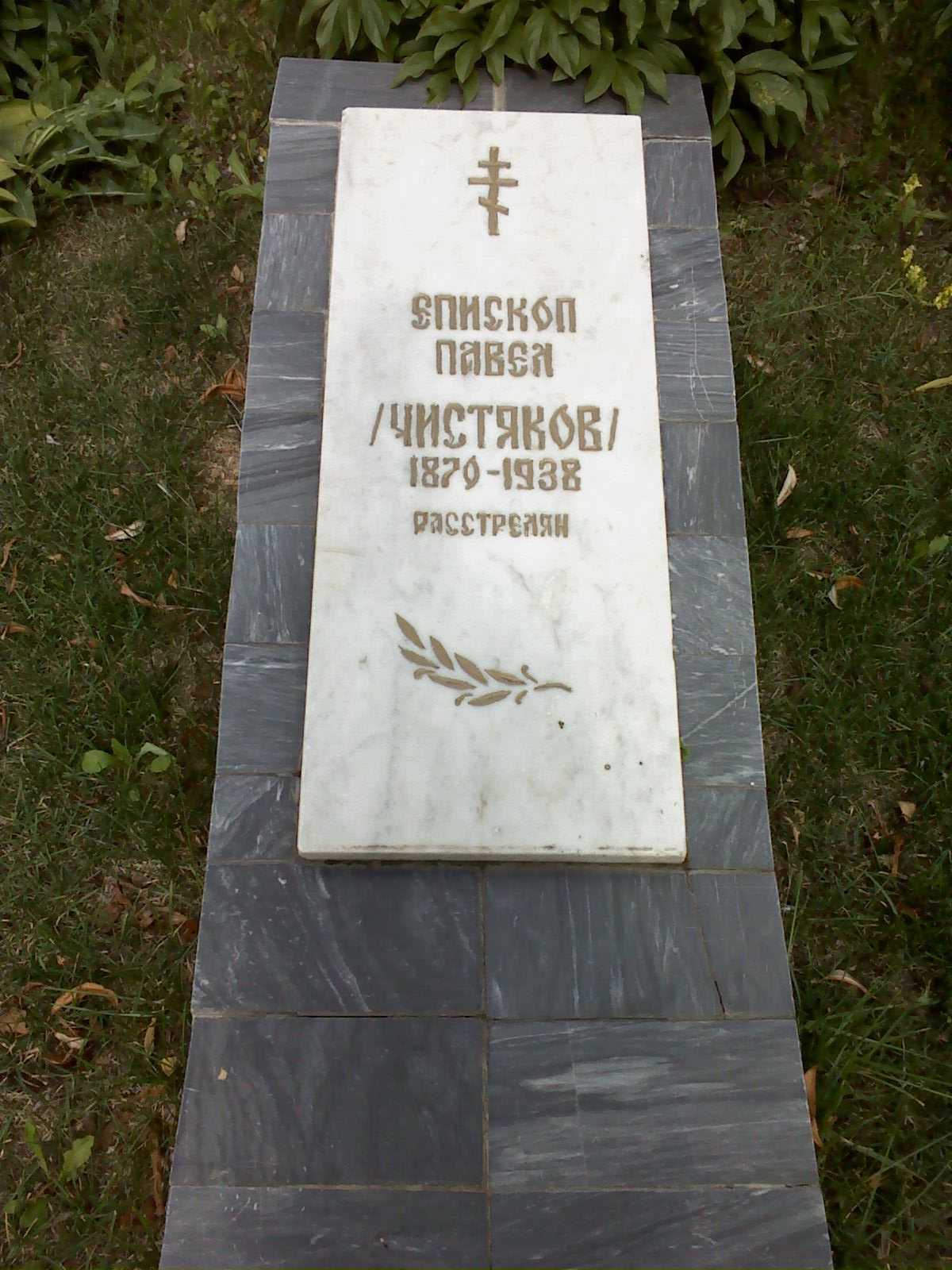
Кенотаф епископа в Александро-Невском соборе города Ижевск

C 30 декабря 1931 года — епископ Сызранский, викарий Самарской епархии.
С 14 апреля по 23 июня 1932 года — епископ Юрьев-Польский, викарий Владимирской епархии, назначение отменено (?).
С 4 апреля 1933 года — епископ Сергачский, викарий Горьковской епархии.
В 1933 году был арестован. Находился в ИТЛ или ссылке до 1935 года.
С 22 октября 1935 года — епископ Кузнецкий.
Исполком Куйбышевского края отказался его зарегистрировать, что означало для него невозможность служить здесь.
С февраля 1936 года до 7 января 1937 года — епископ Ижевский и Удмуртский.
9 октября 1937 года арестован. 5 ноября приговорён к 10 годам ИТЛ.
20 августа 1938 года скончался в лагере под Архангельском.
Реабилитирован 22 июня 1989 года.